# William Adams
William Adams (japán elnevezésével 三浦按針 Miura andzsin, a miurai kormányos; 1564. szeptember 24. – 1620. május 16.) angol hajós, feltehetően az első angol, aki elérte Japánt. Megérkezése után Tokugava Iejaszu sógun tanácsadója lett, és nyugati típusú vitorláshajókat épített a számára. Fontos szerepet játszott az első angol és holland kereskedőállomások létesítésében, és maga is kereskedőflottákat vezetett Délkelet-Ázsiába. James Clavell róla mintázta bestseller regényének, A sógun-nak főszereplőjét, John Blackthorne-t.

## Ifjúsága
William Adams a kenti Gillingham városában született 1564. szeptember 24-én. Tizenkét évesen elvesztette apját, őt pedig a londoni Nicholas Diggins hajóépítőhöz küldték inasnak. A következő tizenkét év alatt kitanulta a hajóépítést, navigációt és csillagászatot, majd a Királyi Haditengerészet szolgálatába lépett.
Adams egy darabig Francis Drake parancsnoksága alatt szolgált, 1588-ban a spanyol armada elleni harcokban egy utánpótlást szállító hajót, a Richarde Dyffylde-t kormányozta. Ezután a királynő marokkói kereskedelmi vállalkozásánál, a Berber Társaságnál vállalt munkát. Ez idő alatt a jezsuita források szerint részt vett egy kétéves sarkvidéki expedícióban, az Északnyugati átjárót keresve.

## Távol-keleti utazás

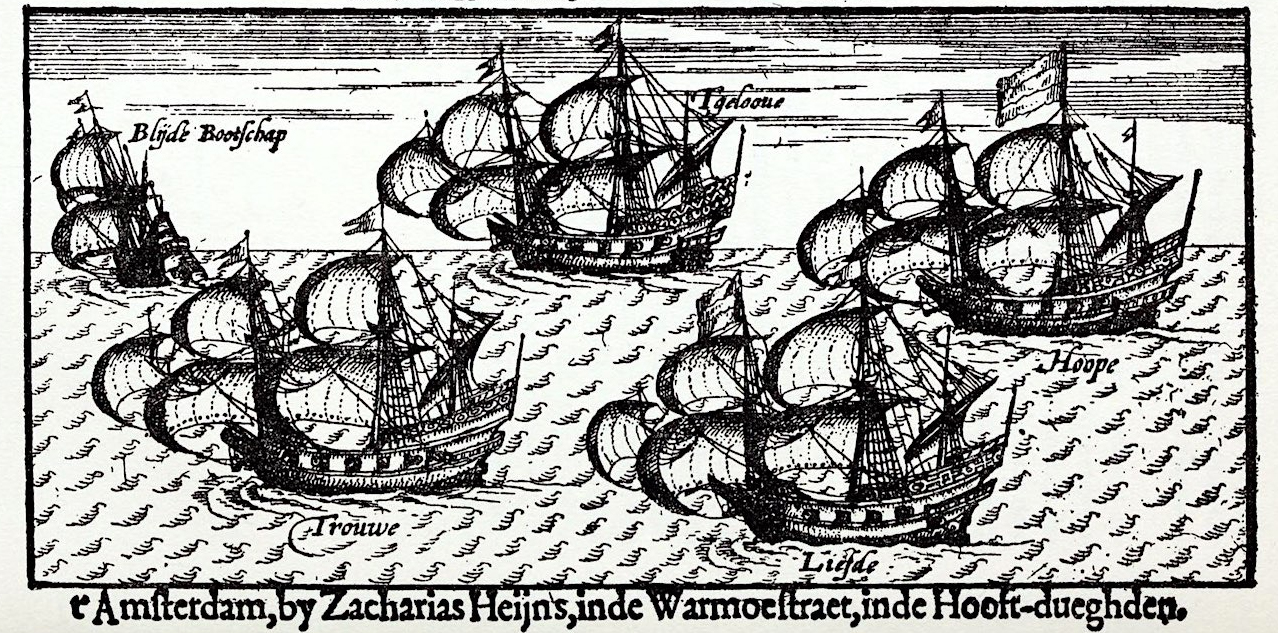
Az expedíció hajói. Balról jobbra a Blijde Boodschap, Trouw, Geloof, Liefde és Hoop. 17. sz.-i metszet

A 34 éves Adams 1598-ban elszegődött egy öt hajóból álló holland flotta vezérkormányosának, amely rotterdami kereskedők megbízásából indult Texelből a Távol-Keletre a kereskedelmi lehetőségek felderítése céljából.
Adams 1598 júniusában a Hoop fedélzetén indult el Rotterdamból, és június 24-én csatlakozott a többi hajóhoz. A flotta a következő hajókból állt:
- Hoop (Remény), előbb Jacques Mahu (az egész expedíció vezetője, †1598), majd Simon de Cordes (†1599), végül Jan Huidekoper parancsnoksága alatt
- Liefde (Szeretet), Simon de Cordes, majd Gerrit van Beuningen, végül Jacob Kwakernaak parancsnoksága alatt
- Geloof (Hit), Gerrit van Beuningen, majd Sebald de Weert vezetésével
- Trouw (Hűség), Jurriaan van Boekhout (†1599), majd Baltazar de Cordes vezetésével
- Blijde Boodschap (Jó Hír vagy Evangélium), előbb Sebald de Weert, majd Dirck Gerritz kapitányságával.

A flotta feladata az volt, hogy hajózzanak Dél-Amerika nyugati partjaihoz, és rakományukat ezüstre cseréljék. Sikertelenség esetén Japánban kellett ezüstöt szerezniük, amin a Kelet-Indiákon fűszert vásárolnak, aztán hazatérnek Európába.
A 75-250 tonnás hajók délnek tartottak a nyugat-afrikai Guineába, ahol Annobón szigetén készleteket raboltak, majd folytatták útjukat a Magellán-szoros irányába. A viharos időjárás szétszórta a hajókat, és azok komoly károkat szenvedtek. Csak három hajó jutott át a szoroson, a kormányozhatatlanul sodródó Blijde Boodschapot elfogták a spanyolok, a Geloof pedig 1600 júliusára visszatért Rotterdamba, de az eredeti 109 fős legénysége 36 emberre csökkent.
Az út során Adams átköltözött a Liefdére (amelyet eredetileg Erasmusnak hívtak, és tatját a híres tudós fából készült szobra ékesítette). A Liefde a Galápagos-szigetekhez tartozó Floreana-szigetnél várt a többi hajóra, de egyedül a Hoop bukkant fel végül 1599 tavaszán. A sziget bennszülötteivel való csatában mindkét hajó kapitánya, Adams fivére, Thomas és még húsz másik ember életét vesztette. A harmadik hajó, a Trouw 1601 januárjában bukkant fel az indonéziai Tidore szigeténél, miután egyedül átszelte a Csendes-óceánt; ott azonban a portugálok megölték a legénységet.
Mivel tartottak a spanyoloktól, a két hajó 1599 novemberében Japán felé indult. Útközben kikötöttek bizonyos szigeteken (feltehetően Hawaiin), ahol nyolc tengerész dezertált. 1600 februárjában egy tájfunban a Hoop teljes legénységével együtt elsüllyedt.

## Megérkezés Japánba

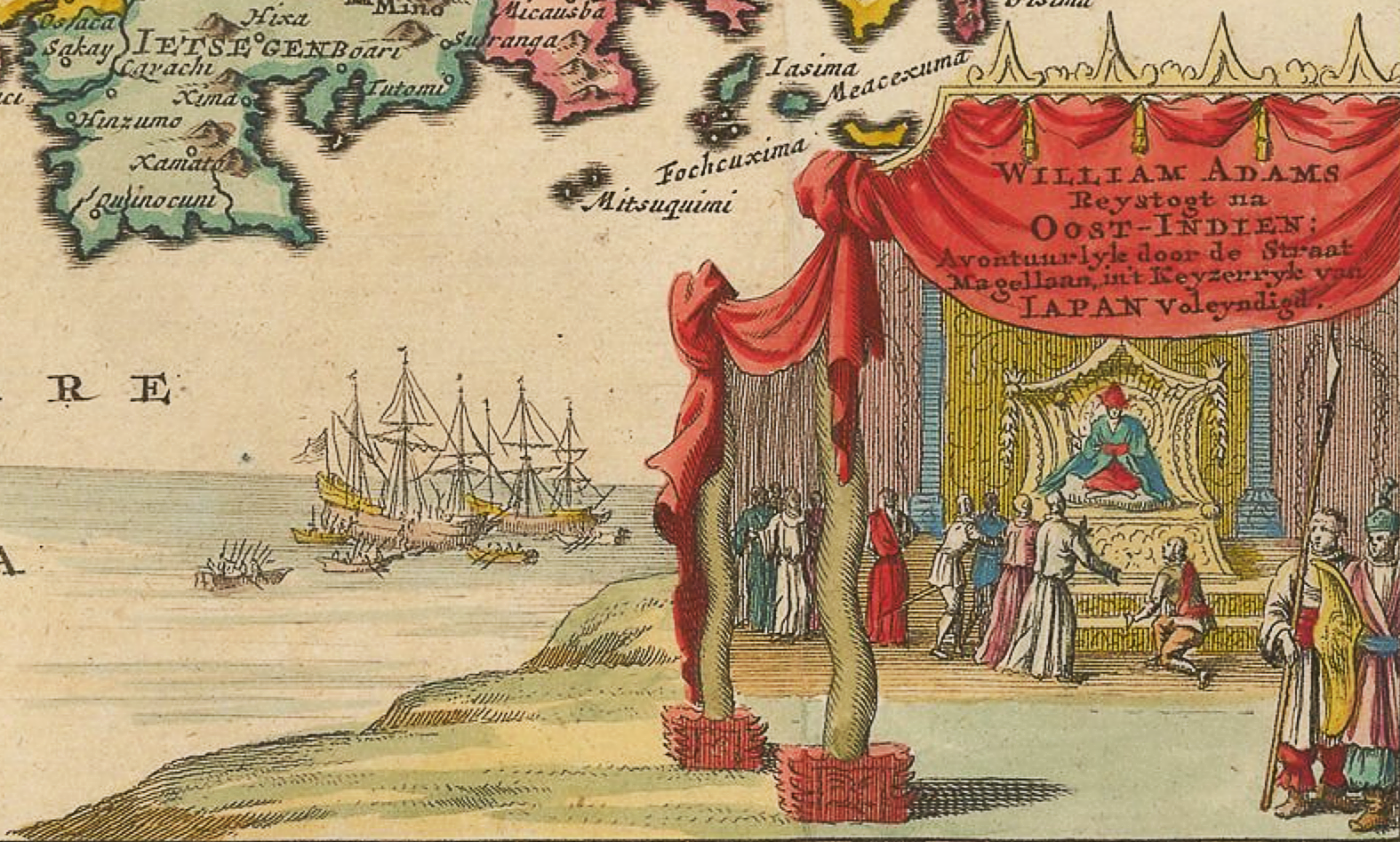
William Adams és Tokugava Iejaszu találkozása. 1707-es ábrázolás

A Liefde 1600 áprilisában, több mint tizenkilenc tengeren töltött hónap után vetett horgonyt Kjúsú partjainál; eredeti százfős legénységéből alig húsz beteg vagy haldokló tengerész maradt. Rakománya tizenegy láda durva gyapjúszövetből, üveggyöngyökből, tükrökből, távcsövekből, szögekből és kalapácsokból, valamint 19 bronzágyúból, 5000 ágyúgolyóból, 500 muskétából, 300 láncos golyóból és három ládányi páncélból állt.
Mikor kilenc tengerész összeszedte magát annyira, hogy járni tudjon, április 19-én kieveztek a legközelebbi településhez (akkor Bungo, ma Uszuki, Óita prefektúra). Itt a helybelieken kívül egy portugál jezsuita pappal találkoztak, aki azzal vádolta őket, hogy kalózok, és megfenyegette Adamsékat, hogy a helyi szokás szerint keresztre feszítik őket. A hajót Tokugava Iejaszu, Edo tartomány daimjója és a leendő sógun elkobozta, a beteg legénységet pedig Oszaka várában bebörtönözte. A spanyol források szerint a 19 ágyút később a döntő szekigaharai csatában is felhasználták ezen év október 21-én.
Iejaszu ekkor a nemrég meghalt Tojotomi Hidejosi kiskorú fiának nevében uralkodó régenstanács vezetője volt. Május és június között háromszor hallgatta ki Adams-et, aki erről így írt a feleségének:
A király elé járultam, aki alaposan megnézett és csodálatosan előzékenynek mutatkozott. Sokfajta jeleket mutatott nekem, melyekből némelyeket megértettem, másokat nem. Végül jött valaki, aki tudott beszélni portugálul. Őrajta keresztül a király kikérdezett, hogy mely országbeli vagyok, és mi vitt arra, hogy az ő, ennyire távoli országába jöjjek. Én elétártam országunk nevét, és hogy régóta keressük az utat a Kelet-Indiákra, és hogy minden királlyal és potentáttal barátságot keresünk, hogy kereskedhessünk olyan árukkal, amelyekben a mi országunk bővelkedik, az övék pedig nem..  Ezután megkérdezte, hogy országunk háborúzik-e? Válaszoltam neki, hogy igen, a spanyolokkal és portugálokkal, és az összes többi országgal békében vagyunk. Ezután azt kérdezte, hogy miben hiszek? Mondtam, hogy Istenben, aki a mennyet és a földet teremtette. Különféle egyéb kérdéseket is feltett vallási dolgokról és sok egyéb dologról, mint hogy milyen úton érkeztem országába. Az egész világ térképén megmutattam neki, hogy a Magellán-szoroson keresztül. Ezen elcsodálkozott, és azt hitte, hogy hazudok. Így követte egyik dolog a másikat, és egészen éjfélig nála maradtam.
Iejaszu a kihallgatások után megtagadta a jezsuiták kérését, hogy a holland hajó legénységét kalózkodásért elítéljék. Parancsára Adams és a többi európai átvitorlázott a Liefdével Bungóból Edo kikötőjébe, ahol a javíthatatlan állapotban levő hajó elsüllyedt.

## Hajóépítés

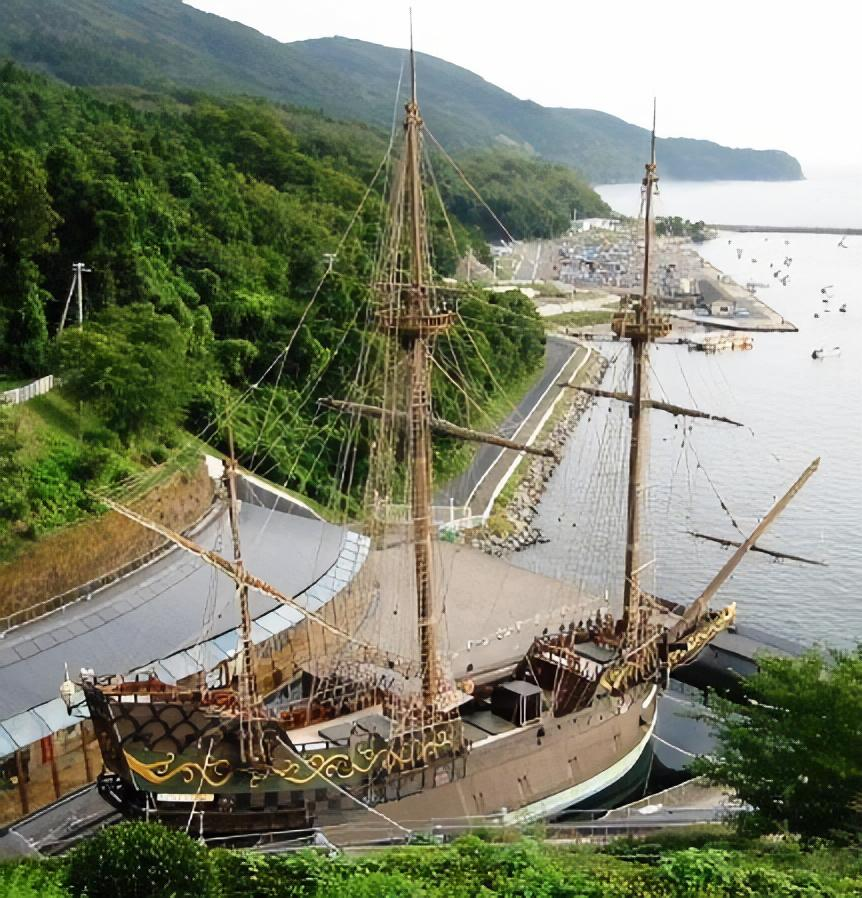
A japánok által 1614-ben épített San Juan Bautista másolata

1604-ben a sógun utasítására Adams és társai segítséget nyújtottak a flottaparancsnok Mukai Sogennek egy nyugati típusú vitorláshajó megépítésében. A 80 tonnás hajót az Izu-félszigeten fekvő Itó kikötőjében építették. A tapasztalatokat felhasználva a következő évben egy nagyobb, 120 tonnás hajó is elkészült, ami azonban még mindig jelentősen kisebb volt a 150 tonnás Liefdénél. Adams levele szerint Tokugava „a fedélzetre jött, hogy megszemlélje, és a látvány nagy megelégedettséggel töltötte el.” 1610-ben a hajót kölcsönadták a japán partokon hajótörést szenvedő spanyoloknak, akik egy japán küldöttséget is magukkal vittek Mexikóba. A mexikói alkirály elkobozta a hajót, és San Buena Venturának nevezte át.
A hajók elkészülte után Tokugava nagy becsben tartotta az angolt, és megengedte neki, hogy bármikor meglátogathassa a palotájában.
A többi hollandot is gazdagon megjutalmazták, és 1605 után engedélyt kaptak, hogy elhagyhassák Japánt, és a környező országokkal kereskedhessenek. Maga Adams csak 1613-ban kapott ilyen engedélyt. A legénység tagjai közül Melchior van Santvoort és Jan Joosten van Lodensteijn Japán és Délkelet-Ázsia között szállítottak árucikkeket, és nagy vagyonra tettek szert.
1608 körül Adams a sógun megbízásából felvette a kapcsolatot a Fülöp-szigetek ideiglenes kormányzójával, Rodrigo de Vivero y Velascóval. Barátságos hangvételű leveleket váltottak egymással, és felmerült a kereskedelem megindítása a spanyol gyarmattal.

## Adams karrierje Japánban

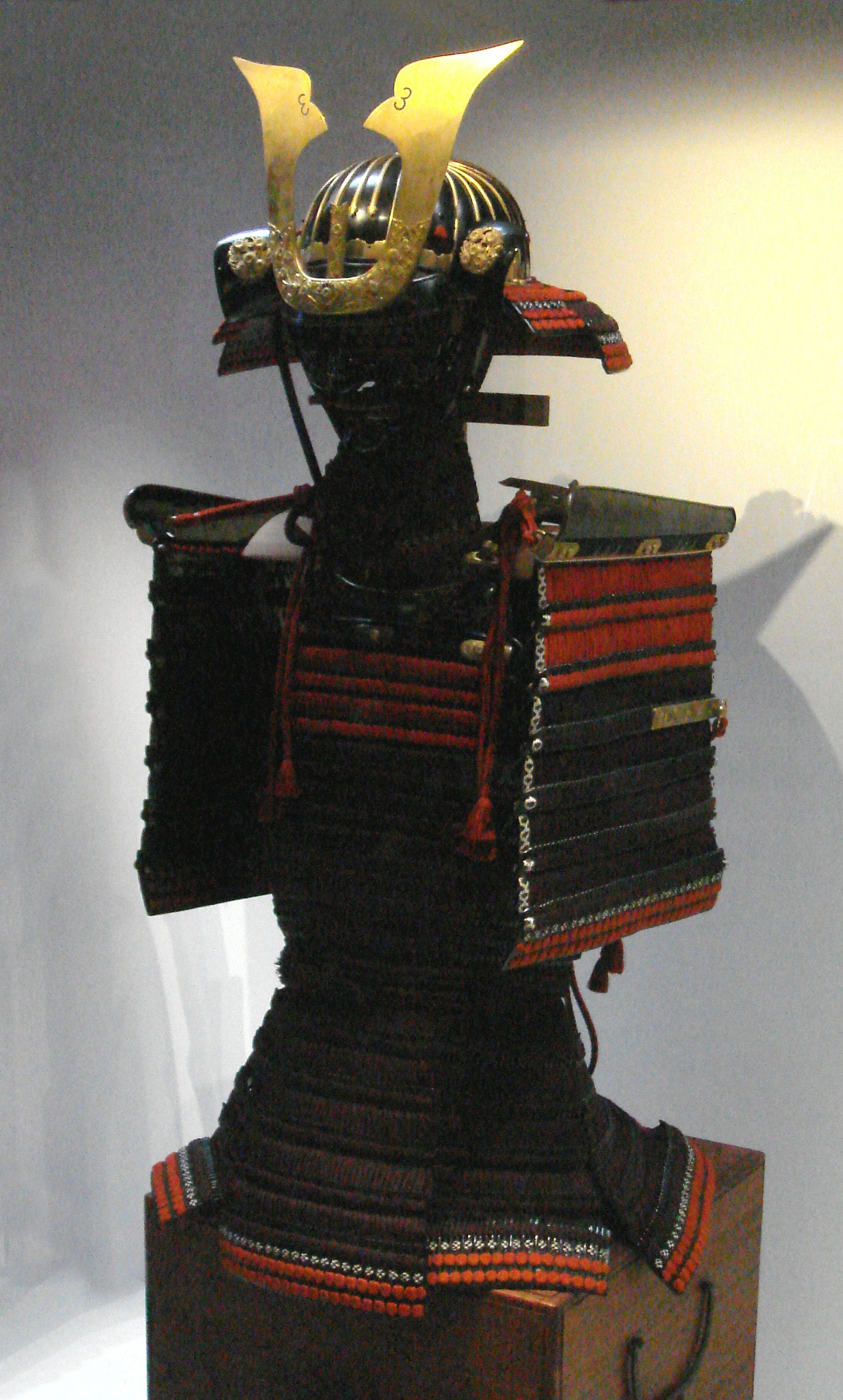
Tokugava Hidetada által I. Jakab királynak küldött díszes szamurájvért (Londoni Tower)

Iejaszu megkedvelte Adamst, akiből a sógun legfontosabb európai kereskedelmi és diplomáciai tanácsadója vált. Néhány év elteltével átvette a jezsuita João Rodriguestől a hivatalos tolmácsi teendőket is. Valentim Carvalho atya így írt róla: „Miután megtanulta a nyelvet, bejárása lett Iejaszuhoz, és bármikor beléphetett a palotába”, valamint „kiváló mérnök és matematikus”.
Bár Adams feleséget és gyermekeket hagyott hátra Angliában, a sógun megtiltotta neki, hogy elhagyja Japánt. Úgy rendelkezett, hogy William Adams halottnak tekintendő, és helyette megszületett Miura Andzsin (三浦按針) szamuráj, aki a rangját jelképező két kardot is megkapta. Így Adams angol felesége formálisan özvegy lett, bár férje továbbra is rendszeresen küldött neki pénzt és leveleket.
Adams tekintélyes hatamotói rangot és 250 kokut (az egy koku egy ember egyéves rizsfogyasztását fedező mennyiség) jövedelmező birtokot kapott Tokugavától. „Isten megsegített a nagy nyomorúságom után” írta, katasztrofális tengeri utazására utalva. Birtoka az Edói-öböl bejáratánál, Uraga kikötőjénél feküdt. A Japánba látogató angol John Saris 1613-ban azt írta, hogy Adamsé volt az Uragában horgonyzó spanyol hajó rakományának viszonteladási joga.
William Adams Japánban is megházasodott, egy hivatalnok (Magome Kageju, aki az edói országút teherhordó lovainak váltását felügyelte) lányát, Ojukit vette el, feltehetően szerelemből, mivel sem szamuráj családból való, sem különösebben gazdag nem volt. Egy fiuk, Joseph és egy lányuk, Susanna született. Adams azonban nem vált otthonülő alkattá, megpróbálkozott összeállítani egy expedíciót az Északnyugati átjáró keresésére, a későbbiekben pedig több kereskedőutat szervezett Délkelet-Ázsiába.
Adams nagyra tartotta Japánt és lakosait. Így írt róluk 1612-ben: „A japán föld lakói jó természetűek, mérhetetlenül udvariasak, a háborúban pedig vitézek; a törvényszegőket mindenféle részrehajlás nélkül szigorúan megbüntetik.”
Adams nemcsak a nemzetisége, hanem protestáns vallása miatt is problémát jelentett a portugáloknak és a jezsuita misszionáriusoknak. Megpróbálták megtéríteni, majd a sógun rendelete ellenére titokban felajánlották neki, hogy egy portugál hajón hazautazhat. A portugál források szerint Adams a katolikus egyház ellen hangolta Iejaszut, aki értesülve a spanyolok hódításairól és a Japánban terjedő vallás okozta feszültségek miatt 1614-ben kiűzte az országból a jezsuitákat, és keresztényellenes ediktumokat léptetett életbe.

## A holland és angol kereskedelmi állomás létesítése

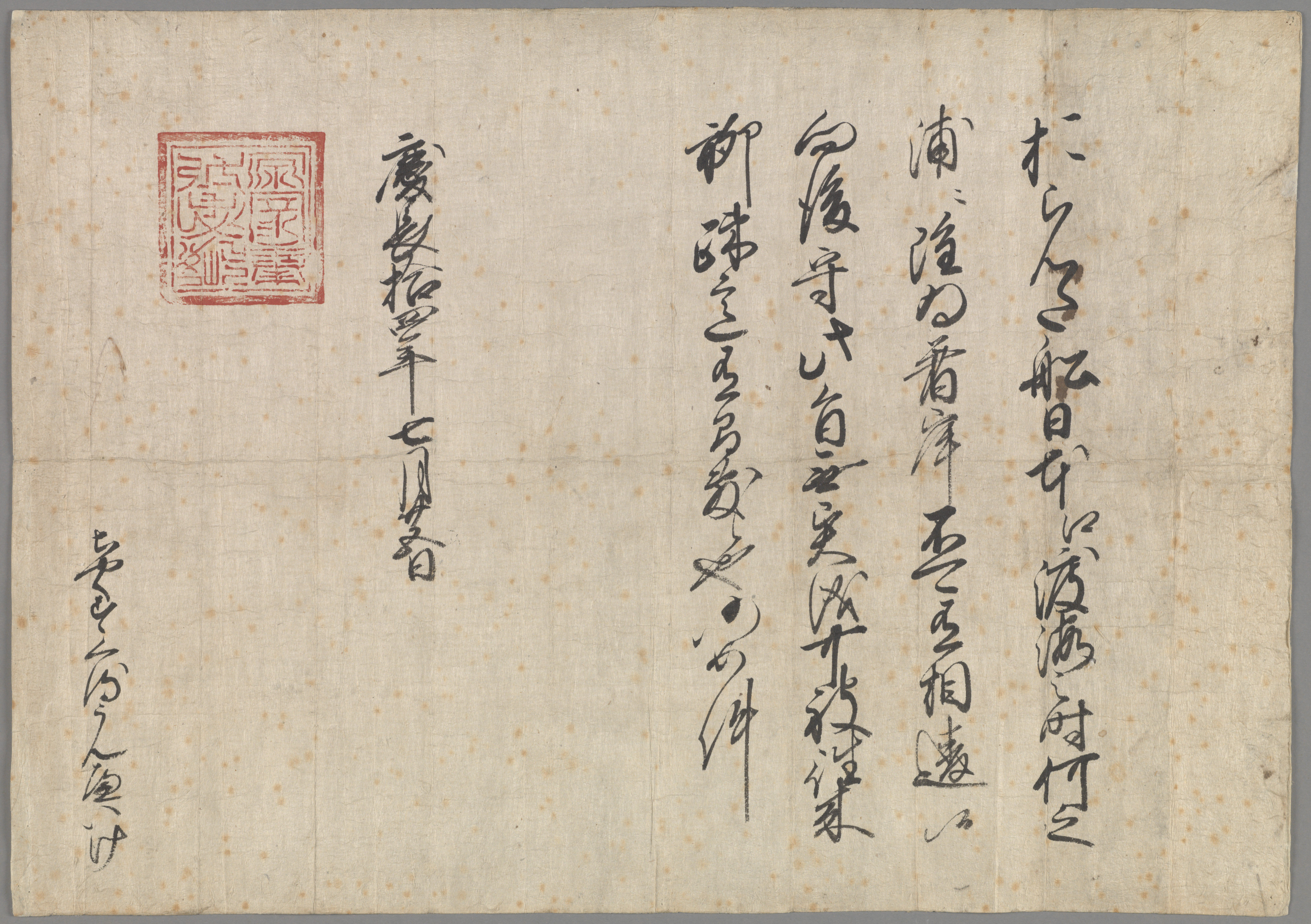
Tokugava Iejaszu által a hollandoknak kiadott kereskedelmi engedély 1609-ből

Tokugava Iejaszu 1604-ben elküldte a Liefde kapitányát és pénztárosát, Jacob Quaeckernaecket és Melchior van Santvoort-t, hogy vegyék fel a kapcsolatot a Patanin 1602-ben létesített holland kereskedőállomással, és megtörhessék a Japánnal való kereskedelem portugál monopóliumát. A sógun 1605-ben formális engedélyt is adott a hollandoknak a kereskedelemre, amit azok a hajóhiány és az ellenséges portugálok miatt csak 1609-ben tudtak kihasználni. Ekkor két hajó, a 19-ágyús De Griffioen (Griff) és a 26 ágyús Roode Leeuw met Pijlen (Vörös oroszlán nyilakkal) érkezett Japánba. A holland követek Nassaui Móric levelét hozták az uralkodónak. Országuk egész Japánra kiterjedő kereskedelmi jogokat kapott (szemben a portugálokkal, akik csak Nagaszakiban kereskedhettek szabott árakon), és Hirado szigetén kereskedőállomást, akkori kifejezéssel faktóriát létesíthettek.
1611-ben Adams hírét vette, hogy Banten szigetén angol támaszpont létesült, és levelet küldött nekik, melyben kérte őket, hogy adjanak hírt róla otthon maradt családjának és barátainak, valamint felhívta figyelmüket a Japánnal való kereskedelem lehetőségére. 1613-ban egy angol hajó, a John Saris kapitány vezette Clove érkezett a Hirado-szigeti holland telepre, ahol Adams találkozhatott honfitársaival. Meghívásuk ellenére nem az angolok szállásán lakott, hanem a japán elöljárónál, és feljegyezték róla, hogy japán ruhákat hordott, és hogy folyékonyan beszélte a nyelvet. Kiderült, hogy a Clove rakományának – gyapjúszövet, ón és szegfűszeg – Japánban nincs nagy piaca.
Adams és Saris meglátogatta Iejaszut annak Sizuokai rezidenciáján, majd a kamakurai híres Buddha-szobor érintésével Edóba utaztak Iejaszu fiához, Tokugava Hidetadához, aki formálisan ekkor már sógun volt, bár apja a hatalom jelentős részét megtartotta. Hidetada két lakkozott szamurájvértet adott át Sarisnak, mint I. Jakab királynak szánt ajándékot. A páncélok ma is megtekinthetők a londoni Towerban. Visszaúton ismét meglátogatták Iejaszut, aki sóguni vöröspecsétes engedélyt adott az angoloknak a Japánnal való kereskedelemre, valamint engedélyezte, hogy Adams Angliába látogasson. Saris felajánlotta, hogy magával viszi, de Adams végül visszautasította, feltehetően azért, mert az angol kapitány ellenszenves volt a számára.

## Délkelet-ázsiai utazásai

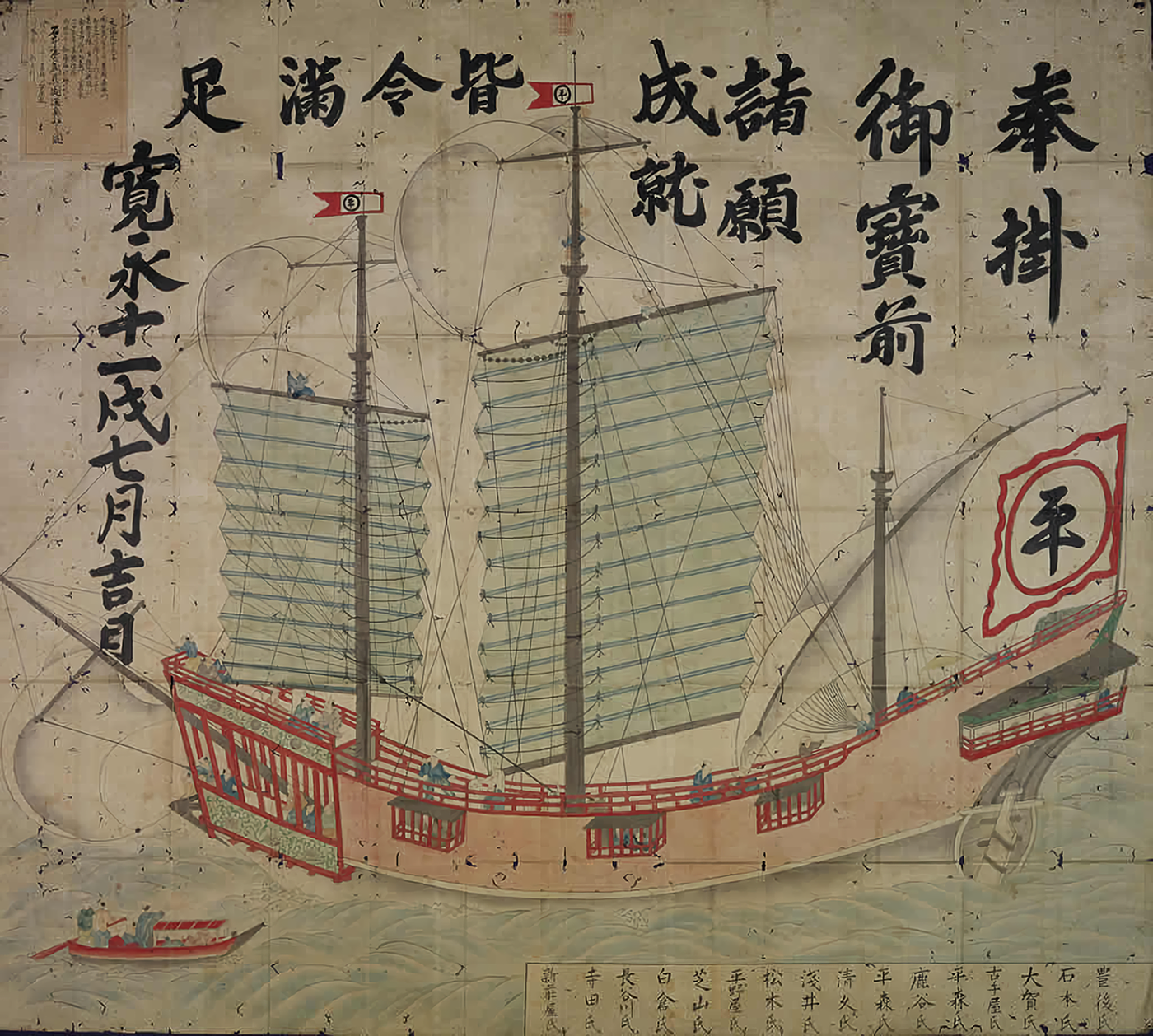
Délkelet-Ázsiával kereskedő japán dzsunka 1634-ben

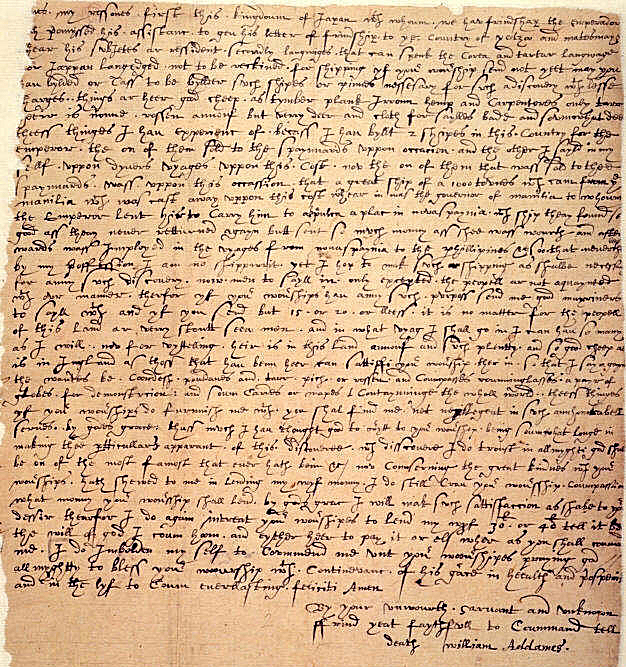
William Adams levele a londoni Kelet-indiai Társaságnak (British Library)

A Hirado szigetén létesített angol faktória vezető kereskedői állást adott William Adamsnak és évi 100 font fizetést (a többiek csak 40 fontot kerestek). Eredetileg ő nem Hiradót javasolta, mert messze volt Oszaka és Edo nyüzsgő piacaitól, hanem inkább a birtokánál fekvő Uraga kikötőjét, de tanácsát nem fogadták meg. Az állomás tízéves fennállása alatt a Clove-on kívül mindössze három hajó hozott angliai árukat Japánba, és rakományuk iránt nem volt nagy kereslet. A faktóriát leginkább Adams Délkelet-Ázsiából hozott kínai árui tartották fenn. Összesen hét utat szervezett, négy esetében ő maga volt a hajó kapitánya.
1614-ben egy 200 tonnás dzsunkát vásárolt a faktória számára, átnevezte Sea Adventure-nak (Tengeri kaland), felbérelt 120 japán tengerészt és kereskedőt, és néhány kínai, egy spanyol egy olasz kereskedővel, valamint az állomásról Richard Wickhammal és Edmund Sayersszel a fedélzeten 1614 novemberében elindult Sziámba. A rakománya 1250 angol fontnyi ezüst és 175 fontnyi japán fegyver és lakkáru volt, amit nyersselyemre, kínai árukra, vörös festékanyagáról híres Caesalpinia sappanra és kardmarkolatoknál felhasznált rájabőrre akart cserélni. December végén a Rjúkjú-szigeteknél lecsapott rájuk egy tájfun, és kénytelenek voltak kikötni, és egészen májusig a hajót javították, aztán visszatértek Japánba.
Novemberre a hajót újra felszerelték, és Adams újabb útra indult a sziámi Ajutthajába. Ezúttal sikerrel járt, sőt Sziámban még két hajót kellett bérelnie, hogy minden áruját elszállíthassa. Saját hajóját 130 tonnányi Caesalpiniával és 3700 szarvasbőrrel rakta meg, és a visszaúton 47 nap alatt, 1616. július 22-re elérte Japánt. Edmund Sayers a bérelt kínai dzsunkán októberre érkezett meg 44 tonna Caesalpiniával. A harmadik hajó, miután lekéste a kedvező déli szelet hozó monszunidőszakot, csak 1617 júniusában futott be Hiradóra, 4560 szarvasbőrrel a rakterében.
Adams néhány nappal Iejaszu halála után futott be a kikötőbe. Az új sógunnál, Tokugava Hidetadánál korántsem volt akkora befolyása mint azelőtt, de az megújította az angolok kereskedelmi jogait, és Adamsnak is megmaradt hatamotói rangja és vöröspecsétes kereskedelmi engedélye.
1617 márciusában Adams megvásárolta a Sayers által hozott kínai dzsunkát, átkeresztelte Gift of God-ra (Isten ajándéka), és Kokinkínába hajózott, egyrészt árucsere, másrészt annak a céljából, hogy megtudja mi lett a két évvel azelőtt ide induló két hiradói angol kereskedő, Tempest Peacock és Walter Carwarden sorsa. Kiderítette, hogy Peacockot leitatták, és megölték a pénzéért. Carwarden egy csónakban várt a társára a folyón, és amikor rájött, hogy mi történt vele, menekülni próbált, de csónakja felborult, ő pedig megfulladt. Adams ezen útjának bevétele 351 fontot tett ki.
1618-ban újabb expedíciót szervezett Kokinkínába és Tonkinba, ez volt az ő, és a hiradói angol kereskedőállomás utolsó útja. Bérelt kínai dzsunkájuk márciusban hagyta el a kikötőt, de a rossz idő miatt meg kellett állnia a Rjúkjú-szigeteknél, és májusra visszatértek Japánba.
Az angol faktóriát ezek az utak tartották fent, a Caesalpiniát 200%-os profittal tudták eladni. Mikor Adams nem indított több hajót, az állomás csődbe ment.

## Halála

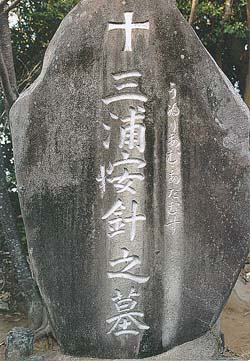
William Adams sírja

Adams 1620. május 16-án halt meg Hirado szigetén, 55 éves korában. Sírja a mai napig megtekinthető Xavéri Szent Ferenc emlékműve mellett. Halála után az angol kereskedőállomás tönkrement, és bezárták.
Végakaratában vagyonát két egyenlő részre osztotta japán és angol családja között. A faktória vezetője, Richard Cocks a tőle telhető módon igyekezett gondoskodni Adams családjáról. Ő adta át William fiának, Josephnek apja kardjait, és gondoskodott róla, hogy az Adamsnak adott kereskedőjog profitjából (amit akkor a hollandok használtak) a gyerekek is részesüljenek. Joseph megtartotta apja címét, a Miura Andzsint, és maga is sikeres kereskedelmi tevékenységet folytatott egészen 1635-ig, amikor Tokugava Iemicu elzárta az országot a külföldtől.

## Emlékezete
Adams nevét őrzi az Edo ( a mai Tokió) melletti  Andzsin-csó városa , ahol valamikor háza állt, és ahol minden június 15-én megemlékeznek róla.
A mai Jokoszukában, valamikori birtokán egy falu és egy vasútállomás viseli az Andzsinzuka (安針塚, "A kormányos sírdombja") nevet.
A sizoukai Itó városában minden évben augusztus 10-én tartják a Miura Andzsin fesztivált. 2000 óta Gillingham is évente fesztivállal emlékezik meg híres szülöttéről.

## William Adams a médiában
William Adams kalandos élete több írót is megihletett.  Az első könyvet  William Dalton adta ki 1861-ben Will Adams, az első angol Japánban (Will Adams, The First Englishman is Japan: a Romantic Biography) címmel. Dalton soha nem járt Japánban, és regénye a viktoriánus Anglia romantikus elképzeléseit tükrözi az egzotikus Távol-Keletről. Richard Blaker 1932-es A tűfigyelő-je (The Needlewatcher) nem regény, hanem történelmileg hiteles életrajz. James Scherer Kormányos és Sógun,  Robert Lund Daisi-szan (New York, 1960), Christopher Nicole pedig Az aranylegyező ura ( Lord of the Golden Fan, 1973) címmel írt róla meglehetősen pornográf könyvet. Életének az egyik legújabb összefoglalása Tames, Richard: A sógun szolgája (The Servant of the Shogun, 1987) című könyve.
A legnagyobb sikert azonban egyértelműen James Clavell 1975-ben megjelentetett A sógun (Shōgun) című regénye aratta. A könyv alapján 1980-ban népszerű ötrészes tévésorozatot, 1989-ben videójátékot, 1990-ben pedig musicalt, 2024-ben ismét tízrészes sorozatot készítettek.

## Fordítás
- Ez a szócikk részben vagy egészben  a   William Adams (sailor) című angol Wikipédia-szócikk ezen változatának fordításán alapul.  Az eredeti cikk szerkesztőit annak laptörténete sorolja fel. Ez a jelzés csupán a megfogalmazás eredetét és a szerzői jogokat jelzi, nem szolgál a cikkben szereplő információk forrásmegjelöléseként.